# 喬科威尼蒂 (北卡羅萊納州)
喬科威尼蒂（英語：Chocowinity）是一個位於美國北卡羅萊納州博福特縣的城鎮。

## 人口
根據2020年美國人口普查的數據，喬科威尼蒂的面積為2.58平方千米，皆為陸地。當地共有人口722人，而人口密度為每平方千米280人。